# لوكاس سيلفا (لاعب كرة قدم مواليد 1990)
لوكاس سيلفا هو لاعب كرة قدم برازيلي في مركز الهجوم، ولد في 6 مايو 1990 في ساو ليوبولدو في البرازيل. لعب مع نادي كيتشي.

## وصلات خارجية
- لوكاس سيلفا (لاعب كرة قدم مواليد 1990) على موقع قاعدة بيانات كرة القدم.إي يو (الإنجليزية)
- لوكاس سيلفا (لاعب كرة قدم مواليد 1990) على موقع Soccerway.com (الإنجليزية)